# Bombardier Traxx E 186
L'E 186 est une locomotive électrique de la famille des TRAXX. Sa dénomination officielle interne est F140 MS2E (Freight, limitée à 140 km/h, Multi System), plus connue chez certains opérateurs sous le matricule BR 186. Elle est assemblée à Cassel (Allemagne), par le constructeur Bombardier.

## Quatre tensions pour abolir les frontières
Cette série dérive étroitement de la 185, en usage à la DB. Les améliorations portent essentiellement sur l'équipement électrique, ce qui en fait dorénavant une machine bicourant quadritension, apte à la traction sous 1,5 et 3 kV continu, en plus des 15 et 25 kV alternatif monophasé originels.
La 186 circule aujourd'hui principalement en Allemagne, France et Belgique, en tête de trains de fret, mais aussi Pays-Bas, Scandinavie, Suisse, Autriche, Italie...

## Les E 186 d'ECR
La 186 s'installe doucement depuis 2009 dans le paysage ferroviaire français. Elle est en effet le nouveau fer de lance d'ECR dans l'hexagone, qui compte sur elle pour conquérir de nouveaux marchés.
Les locomotives de la première tranche sont numérotées de E 186-161 à 180.

Les locomotives de la deuxième tranche sont numérotées de E 186-301 à 345.

### Services assurés
Alors que cette filiale de DB Schenker possède un important parc d'engins thermiques (des class 66 et class 77, et des locomotives G 1000, G 1206 et G 2000), il lui était devenu nécessaire de s'équiper en locomotives électriques plus adaptées pour de longs parcours sous caténaires, surtout dans un contexte où les clients sont de plus en plus sensibles à la problématique environnementale. Les nouvelles venues comblent donc ce sous-équipement.
En 2010, les machines françaises parcourent deux grands corridors :
- Valenton (Île-de-France)/Hendaye-Irun au sud-ouest, via Saint-Pierre-des-Corps (Tours) et Hourcade (Bordeaux) pour le trafic vers l'Espagne ;
- Valenton-Marseille au sud-est, via Badan (Lyon) et Modane ou Vintimille pour le trafic vers l'Italie.

### Livrée
Les 186 ECR arborent la nouvelle livrée, gris très clair avec le nom de l'opérateur sur les côtés, panneaux frontaux jaunes.

### Équipement

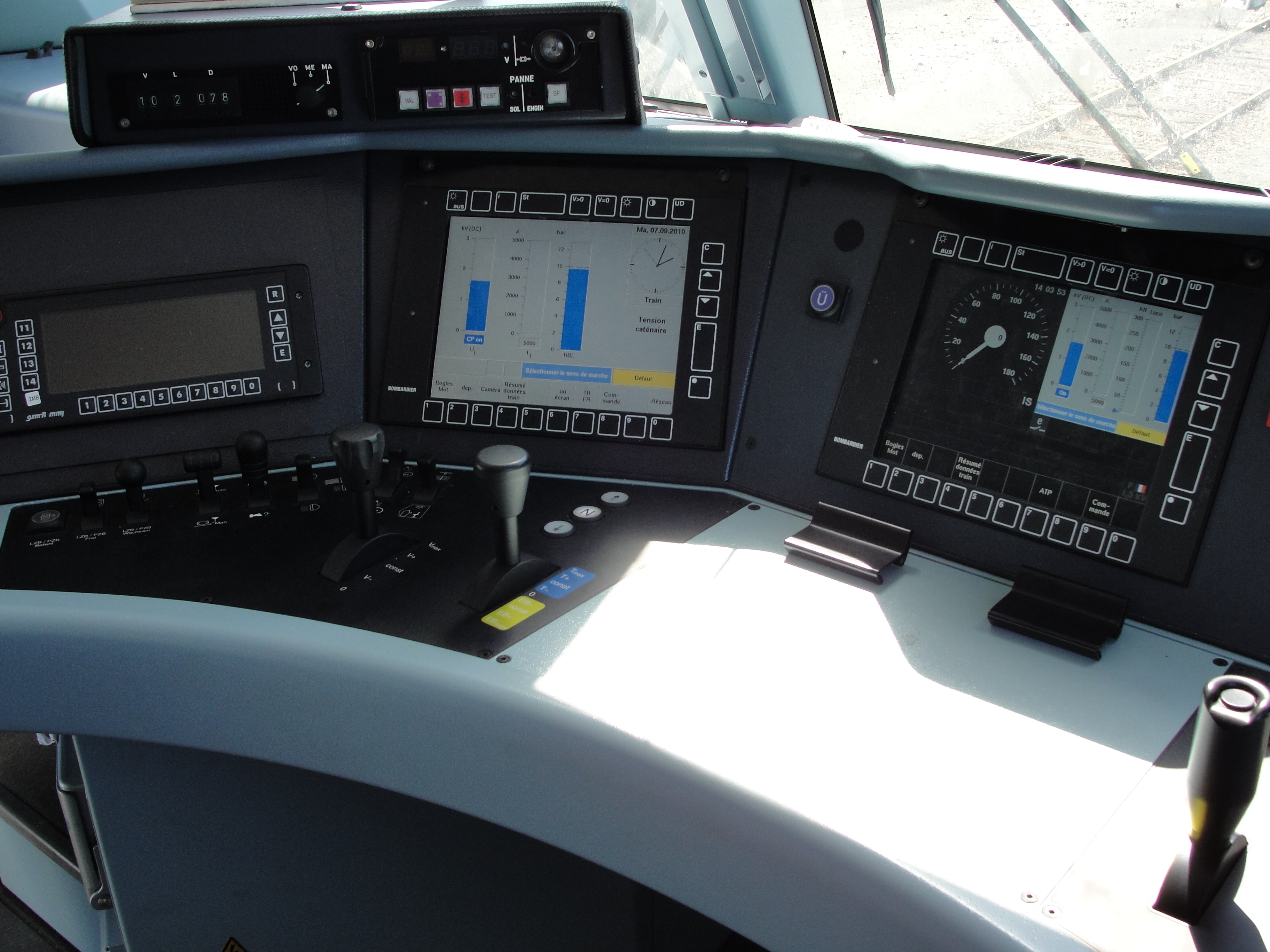

Réalisant des services internationaux, l'E 186 dispose d'une multitude de systèmes de sécurité (Sifa (en), LZB, KVB...). Les machines françaises étant identiques à leurs consœurs, elles sont pourvues de dispositifs de signalisation-surveillance allemands et belges. Ce qui peut sembler redondant voire contre-productif. Dans les faits cela ne gêne pas les opérations, la formation des conducteurs étant très stricte, et certaines fonctions désactivées.
Le mécanicien communique avec sa machine via deux écrans. Le système d'exploitation est une sous-série Linux. Deux caméras de part et d'autre de la motrice permettent de visualiser les abords de voie.
Le système de freinage, à disque plus fonction « grande puissance », officiant sur de grandes roues (Ø1 250 mm soit 49"), est conçu par Knorr-Bremse. Son effort maximal est de 240 kN. Un dispositif anti-enrayage le complète, ainsi que quatre FIS (Frein d'Immobilisation et de Stationnement, un par essieu).

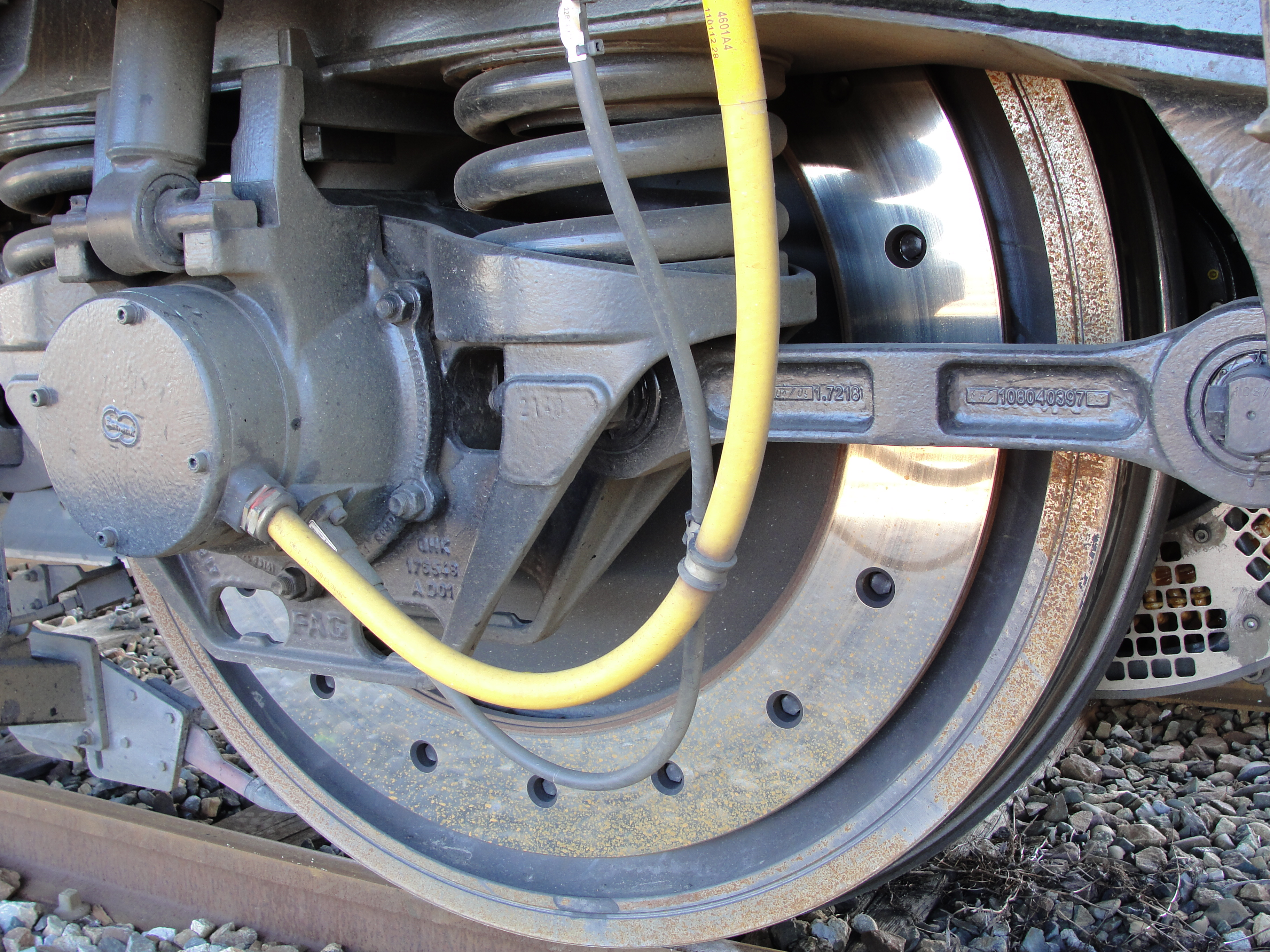

Les pantographes sont munis d'un mince tube acheminant l'air de montée des bras. Ce dernier est fixé à l'archet. Lorsque l'usure due au frottement des palettes sur le fil de contact devient trop prononcée, l'air est mis à l'atmosphère, ce qui provoque par gravité la descente de l'appareil.

### Anomalies, dysfonctionnements
Élaborée selon un cahier des charges allemand, la 186 connaît des débuts difficiles sur le sol français, ponctués d'avaries électriques diverses : usure anormalement rapide des bandes de frottement, résultant dans l'impossibilité de lever le pantographe en 1,5 kV (voir ci-dessus). En cause, le matériau utilisé. Ces tracas se sont peu à peu estompés, par le montage d'un nouvel ensemble plus approprié.Depuis la mise en service ETCS 1 (en Lorraine), il semble qu'elles subissent des freinages d'urgences de manière aléatoire sur le passage des balises ETCS françaises[réf. souhaitée].

## Les E 186 de la DB
Commandées en même temps que la deuxième série de locomotives d'ECR, les 186 de la Deutsche Bahn circulent en France sur des trains ECR entre la frontière allemande et la frontière espagnole (Cerbère et Irun).
Elles portent la livrée rouge DB avec le logo de l'entreprise, avec des bandeaux blancs sur les extrémités. Elles sont techniquement totalement similaires à celles d'ECR.

## La série 28 de la SNCB
Il s'agit de locomotives prises en location par la SNCB et prévues pour rouler notamment en Belgique et aux Pays-Bas.

## La série 29 de la SNCB
Comme la série 28, la série 29 a été louée par B-Cargo auprès d'Angel Trains. Similaires techniquement aux locomotives d'ECR et de la DB et prévues pour rouler en France, ces 5 machines sont utilisées en commun avec celles d'ECR jusqu'à la fin de 2010.
Elles portent, comme les 28, la livrée du loueur : flancs gris et extrémité turquoise, avec des bandes rouges et blanches sur le nez.

## Les E 186 de la SNCF
Hexafret exploite aussi des locomotives de ce type louées à Akiem.
Elles sont principalement affectées à des trains de fret internationaux dans le nord de la France.